# Hornavan-Sädvajaure fjällurskog
Hornavan-Sädvajaure fjällurskog este o arie protejată (arie specială de conservare — SAC, sit de importanță comunitară — SCI) din Suedia întinsă pe o suprafață de 80.410,4 ha, integral pe uscat.

## Localizare
Centrul sitului Hornavan-Sädvajaure fjällurskog este situat la coordonatele 66°25′20″N 17°15′18″E / 66.4221°N 17.255°E.

## Înființare
Situl Hornavan-Sädvajaure fjällurskog a fost declarat sit de importanță comunitară în decembrie 1995 pentru a proteja 2 specii de plante și 5 specii de animale. Situl a fost protejat și ca arie specială de conservare în decembrie 2009.

## Biodiversitate
Situată în ecoregiunile alpină și boreală, aria protejată conține 20 de habitate naturale: Tufărișuri subarctice cu Salix spp., Păduri aluvionare cu Alnus glutinosa și Fraxinus excelsior (Alno-Padion, Alnion incanae, Salicion albae), Mlaștini alcaline, Turbării Palsa, Pante stâncoase silicioase cu vegetație casmofită, Râuri de munte și vegetația erbacee de pe malurile acestora, Păduri caducifoliate de mlaștină fino-scandinave, Pajiști alpine și boreale, Lacuri și iazuri distrofice naturale, Grohotișuri silicioase de la nivelul montan până la nivelul zăpezii (Androsacetalia alpinae și Galeopsietalia ladani), Izvoare fino-scandinave și mlaștini produse de izvoare bogate în minerale, Taiga vestică, Mlaștini turboase de tranziție și turbării mișcătoare, Păduri fino-scandinave bogate în ierburi cu Picea abies, Pajiști boreale și alpine pe substrat silicios, Cursuri de apă de la nivel de câmpie la nivel montan, cu vegetație Ranunculion fluitantis și Callitricho-Batrachion, Turbării Aapa, Păduri nordice subalpine/subarctice cu Betula pubescens ssp. czerepanovii, Ape oligotrofe din câmpii nisipoase, cu un conținut foarte redus de minerale (Littorelletalia uniflorae), Râuri naturale fino-scandinave.
La baza desemnării sitului se află mai multe specii protejate:
- plante (2): papucul doamnei (Cypripedium calceolus), Orthothecium lapponicum
- mamifere (3): gluton (Gulo gulo), vidră de râu (Lutra lutra), râs eurasiatic (Lynx lynx)
- nevertebrate (2): Agriades glandon aquilo, Vertigo genesii